# Émerainville
Émerainville és un municipi francès, situat al departament de Sena i Marne i a la regió de Illa de França. L'any 2007 tenia 7.152 habitants.
Forma part del cantó de Pontault-Combault, del districte de Torcy i de la Comunitat d'aglomeració de París-Vallée de la Marne.

## Demografia

### Població
El 2007 la població de fet d'Émerainville era de 7.152 persones. Hi havia 2.456 famílies, de les quals 536 eren unipersonals (270 homes vivint sols i 266 dones vivint soles), 540 parelles sense fills, 1.129 parelles amb fills i 251 famílies monoparentals amb fills.
La població ha evolucionat segons el següent gràfic:
Habitants censats

### Habitatges
El 2007 hi havia 2.575 habitatges, 2.513 eren l'habitatge principal de la família, 5 eren segones residències i 58 estaven desocupats. 1.249 eren cases i 1.316 eren apartaments. Dels 2.513 habitatges principals, 1.680 estaven ocupats pels seus propietaris, 789 estaven llogats i ocupats pels llogaters i 44 estaven cedits a títol gratuït; 106 tenien una cambra, 323 en tenien dues, 500 en tenien tres, 729 en tenien quatre i 855 en tenien cinc o més. 2.182 habitatges disposaven pel capbaix d'una plaça de pàrquing. A 1.312 habitatges hi havia un automòbil i a 996 n'hi havia dos o més.

### Piràmide de població
La piràmide de població per edats i sexe el 2009 era:
| Homes | Edats   | Dones |
| ----- | ------- | ----- |
| 0     | 95 o +  | 12    |
| 0     | 90 a 94 | 24    |
| 4     | 85 a 89 | 29    |
| 5     | 80 a 84 | 29    |
| 10    | 75 a 79 | 50    |
| 19    | 70 a 74 | 21    |
| 36    | 65 a 69 | 16    |
| 42    | 60 a 64 | 67    |
| 125   | 55 a 59 | 92    |
| 280   | 50 a 54 | 238   |
| 306   | 45 a 49 | 338   |
| 271   | 40 a 44 | 346   |
| 256   | 35 a 39 | 323   |
| 264   | 30 a 34 | 201   |
| 245   | 25 a 29 | 265   |
| 265   | 20 a 24 | 302   |
| 406   | 15 a 19 | 365   |
| 376   | 10 a 14 | 315   |
| 278   | 5 a 9   | 290   |
| 171   | 0 a 4   | 177   |

## Economia
El 2007 la població en edat de treballar era de 5.289 persones, 4.130 eren actives i 1.159 eren inactives. De les 4.130 persones actives 3.734 estaven ocupades (1.882 homes i 1.852 dones) i 396 estaven aturades (219 homes i 177 dones). De les 1.159 persones inactives 330 estaven jubilades, 516 estaven estudiant i 313 estaven classificades com a «altres inactius».

### Ingressos
El 2009 a Émerainville hi havia 2.568 unitats fiscals que integraven 7.575 persones, la mediana anual d'ingressos fiscals per persona era de 22.366 €.

### Activitats econòmiques
Dels 383 establiments que hi havia el 2007, 4 eren d'empreses extractives, 4 d'empreses de fabricació de material elèctric, 1 d'una empresa de fabricació d'elements pel transport, 20 d'empreses de fabricació d'altres productes industrials, 45 d'empreses de construcció, 98 d'empreses de comerç i reparació d'automòbils, 33 d'empreses de transport, 16 d'empreses d'hostatgeria i restauració, 14 d'empreses d'informació i comunicació, 14 d'empreses financeres, 16 d'empreses immobiliàries, 84 d'empreses de serveis, 21 d'entitats de l'administració pública i 13 d'empreses classificades com a «altres activitats de serveis».
Dels 64 establiments de servei als particulars que hi havia el 2009, 1 era una oficina de correu, 1 taller de reparació d'automòbils i de material agrícola, 3 tallers d'inspecció tècnica de vehicles, 5 establiments de lloguer de cotxes, 2 autoescoles, 2 paletes, 4 guixaires pintors, 7 fusteries, 11 lampisteries, 6 electricistes, 4 empreses de construcció, 5 perruqueries, 1 agència de treball temporal, 8 restaurants, 3 agències immobiliàries i 1 saló de bellesa.
Dels 13 establiments comercials que hi havia el 2009, 1 era un hipermercat, 1 un supermercat, 1 una botiga de més de 120 m², 2 fleques, 1 una fleca, 2 llibreries, 1 una llibreria, 1 una botiga de roba, 1 una botiga d'electrodomèstics, 1 una botiga de mobles i 1 una joieria.

## Equipaments sanitaris i escolars
Els 2 equipaments sanitaris que hi havia el 2009 eren farmàcies.
El 2009 hi havia 4 escoles maternals i 5 escoles elementals. Émerainville disposava d'un col·legi d'educació secundària amb 224 alumnes.
Émerainville disposava d'un centre de formació no universitària superior de formació sanitària.

## Poblacions properes
El següent diagrama mostra les poblacions més properes.